# Alpha and Omega (film)
Alpha and Omega is een Amerikaanse animatiefilm uit 2010 onder regie van Anthony Bell en Ben Gluck.

## Verhaal
Het gaat over twee wolven die wonen in het Jasper National Park in Canada. De ene, Kate, is een alfawolf. Ze zou worden uitgehuwelijkt aan een alfawolf van een andere roedel genaamd Garth om de roedels te verenigen. Humphrey is een omegawolf, helemaal onderaan de sociale rangorde. Hij komt zijn dag door met grappen maken en spelen met zijn beste omegavrienden: Shakey, Salty en Mooch. Humphrey en Kate worden gevangen en uitgezet in Sawtooth National Recreation Area om zich daar voort te planten.
De verdwijning van Kate zorgt ervoor dat de spanning tussen de twee roedels oploopt en als Kate niet voor de volle maan terug is zal de andere roedel aanvallen.
Humphrey helpt Kate om thuis te komen. Na enkele spannende ervaringen met onder andere een ravijn en enkele beren weten ze Jasper National Park te bereiken. Het probleem is dat Humphrey en Kate van elkaar zijn gaan houden. Lilly, Kates jongere zusje, is gaan houden van Garth en andersom. Dit wekt veel woede op bij de roedel van Tony, Garths vader. De roedels beginnen te vechten, maar dit stopt al snel als er een stormloop van kariboe. Iedereen weet weg te komen behalve de leiders van de twee roedels. Kate en Humphrey helpen ze, alleen Kate raakt hierbij gewond en bewusteloos, tot grote zorgen van Humphrey. Als Kate bijkomt verklaren Humphrey en Kate elkaar hun liefde. Tony en Winston, Kates vader, stemmen toe om de traditie achterwege te laten en vinden het ook goed dat Lilly en Garth elkaar hun liefde verklaren. De film eindigt met een feest waarbij Kate en Humphrey een duet huilen boven op de berg.

## Rolverdeling

### Originele stemmen
- Justin Long als Humphrey, een omegawolf
- Hayden Panettiere als Kate, een alfawolf en dochter van Winston, het alfamannetje
- Dennis Hopper als Tony, het alfamannetje van de roedel in het oosten (Hopper's laatste rol voor hij overleed, wat tevens vermeld wordt in de aftiteling)
- Danny Glover als Winston, Kate en Lilly's vader en het alfamannetje van zijn roedel
- Larry Miller als Marcel, een golf spelende Frans-Canadese gans van Idaho
- Eric Price als Paddy, Marcels caddie, een eend / als Mooch, een omegawolf met overgewicht en één van Humphreys vrienden / als Scar, een mannelijke oosterling
- Vicki Lewis als Eve, Winstons vrouw en Kate en Lilly's moeder
- Chris Carmack als Garth, Tony's zoon, een alfawolf
- Christina Ricci als Lilly, Kates jongere zusje, een omegawolf
- Kevin Sussman als Shakey, een overenthousiaste omegawolf en één van Humphreys vrienden
- Brian Donovan als Salty, een omegawolf met grote ogen en één van Humphreys vrienden
- Christine Lakin als Reba, een omegawolf die vegetariër is
- Bitsie Tulloch als Sweets, een omegawolf die korte verschijningen maakt
- Mela Lee als Candy, één van Sweets' vriendinnen die ook korte verschijningen maakt (niet aanwezig in de aftiteling)
- Paul Nakauchi als Hutch, een voorzichtige maar trotse betawolf (niet aanwezig in de aftiteling)
- Eric Lopez als Can-Do, een kleine maar pittige betawolf (niet aanwezig in de aftiteling)
- Marilyn Tokuda als Claws, een vrouwelijke oosterling (niet aanwezig in de aftiteling) / als Janice, Reba's beste vriendin en ook een omegawolf die vegetariër is
- Mindy Sterling als Debbie Theakakis, een voormalig bibliothecaresse, echtgenote van Garn (niet aanwezig in de aftiteling)
- Fred Tatasciore als Garn Theakakis, een voormalig lid van een motorclub, echtgenoot van Debbie (niet aanwezig in de aftiteling)

### Nederlandse stemmen
- Jim Bakkum als Humphrey (Xander Gallois in trailer) / Scar
- Bettina Holwerda als Kate (Randy Fokke in trailer) / Eve / Claws
- Johnny Kraaijkamp jr. als Tony (John Kraaijkamp in trailer)
- Hans Hoekman als Winston
- Pierre Bokma als Marcel (Tom Jansen in trailer)
- Huub Dikstaal als Paddy (Hein van Beem in trailer)
- Joey Schalker als Garth
- Melise de Winter als Lilly
- Ewout Eggink als Shakey (Rolf Koster in trailer)
- Jürgen Theuns als Salty
- Just Meijer als Mooch (Erik van Muiswinkel in trailer)
- Bart Meijer als Hutch / Can-Do
- Lucie de Lange als Debbie
- Leo Richardson als Garn
- Bram Bart als jagers

### Vlaamse stemmen
- Stany Crets als Humphrey
- Nathalie Meskens als Kate
- Peter Van Den Begin als Tony
- Jos Dom als Winston
- Reuben De Boel als Garth
- Chris Cauwenberghs als Marcel
- Jeroen Maes als Paddy
- Gerdy Swennen als Eve
- Aagje Dom als Lilly
- David Verbeeck als Shakey
- Jasmine Jaspers als Claws